# كأس ملك إسبانيا 1925
كأس ملك إسبانيا 1925 (بالإسبانية: Copa del Rey de Fútbol 1925) هو موسم من كأس ملك إسبانيا. أقيم بتاريخ 1925، وفاز فيه نادي برشلونة.